# Božena Věrná
Božena Věrná v knize narozených Boženka Františka (18. května 1901 Letonice – 19. května 1967 Brno) byla moravská pedagožka, básnířka a překladatelka.

## Životopis
Narodila se v rodině Františka Věrného (5. 6. 1868) nadučitele v Letonicích a Marie Věrné-Neužilové (22. 9. 1867), oddáni byli 14. 11. 1893.
Božena začala studovat učitelství v Kroměříži, později přešla do Olomouce-Řepčína do podobného ústavu, ale s katolickou orientací. Studovala mj. němčinu, rumunštinu a angličtinu, jazyky, ze kterých později překládala. Jako odborná pedagožka vyučovala postupně v Holubicích, Rousínově, Bučovicích a nakonec v Brně. V jejím díle převládá náboženská poezie.
Byla členkou různých organizací – charitativních, mírového a občanského hnutí, sdružení žen a spisovatelů. Udržovala vztahy např. s Hanou Benešovou, A. Masarykovou. Po válce byla obviněna ze spolupráce s Němci a z vydávání knih během okupace. Po třech letech soudních sporů byla od obvinění osvobozena. Pro zdravotní problémy odešla do invalidního důchodu.
V Brně bydlela na adrese Silvia Pellica 69, nyní Pellicova.

## Dílo

### Poezie
1. Tři okna (do světa krásy) – Vyškov: František Obzina, 1928
2. Homo radius – 1929
3. Sfinx – Člověče života bezbolestného nepřibližuj se ani – 1931
4. Myrta k popelnici člověka spravedlného – 1932
5. V kruzích odstředivých – Vyškov: B. Věrná 1936
6. Chirurg šetří krví: Vyškov: vlastním nákladem, 1936
7. Korouhev
8. Korouhev svatého Václava – Brno: Moravská edice mladých, 1940
9. Vladařství naše není z tohoto světa – Brno: Božena Věrná, 1941
10. Kajícnice obětuje sedm požehnaných vteřin milosti – Brno: Typos, 1946
11. Agrafa lásky z Luhačovic – Brno: Typos, 1947

Poezie 1–4

### Překlady
- Milostné písně – Mihail Eminescu; z rumunštiny. Vyškov: F. Obzina
- Stébla trávy: zralostí nazlátlá z plnosti klasů nachýlená – Walt Whitman; z angličtiny. Vyškov: F. Obzina, 1939
- O milostné krásné paní: ze života dobrosrdečného pošetilce – Josef von Eichendorff; z němčiny. Brno: Bohumil Pištělák, 1943
- Johann Gregor Mendel: román ze života geniálního badatele – Werner Heinen; z němčiny. Brno: Petrov, 1943
- Měsíček: obrázková knížka pro malé i velké – Hans Christian Andersen; kresby Karel Dostál. Brno: B. Pištělák, 1944